# Roman Starovoyt
Roman Vladimirovich Starovoyt (em russo: Роман Владимирович Старовойт; Kursk, 20 de janeiro de 1972 – Odintsovo, 7 de julho de 2025) foi um político russo que atuou como Ministro dos Transportes de 14 de maio de 2024 a 7 de julho de 2025. Anteriormente, atuou como governador do Oblast de Kursk entre 2019 a 2024, vice-ministro dos Transportes e chefe da Agência Rodoviária Federal do Ministério dos Transportes. Ele era membro do partido Rússia Unida.
Ele ocupou o posto de conselheiro estatal ativo de 1ª classe do serviço civil federal da Federação Russa.
Starovoyt foi demitido do cargo de ministro dos transportes em julho de 2025 e, poucas horas depois, foi encontrado morto com um tiro auto-infligido em seu carro.

## Biografia
Starovoyt nasceu em 20 de janeiro de 1972 na cidade de Kursk. Seu pai, Vladimir Aleksandrovich Starovoyt, trabalhou na Central Nuclear de Kursk. Em 1974, seu pai foi transferido para a usina nuclear de Leningrado, na cidade de Sosnovy Bor, Oblast de Leningrado, onde Roman passou sua infância.
Em 1995, ele foi diretor executivo da JSC Regional Investment Agency. De 1995 a 2001, Starovoyt foi diretor geral da empresa de gerenciamento de ativos NPF Promyshlenny. De 2002 a 2005, ele foi proprietário e CEO da empresa de construção Stroyinvest.
De 2005 a 2007, ele ocupou o cargo de Chefe do Departamento de Relações com Investidores do Comitê de Investimentos e Projetos Estratégicos do Governo de São Petersburgo. De 2007 a 2010, Starovoyt foi o primeiro vice-presidente do Comitê de Investimentos e Projetos Estratégicos do Governo de São Petersburgo. De 2010 a 2012, ele atuou como vice-diretor do Departamento de Indústria e Infraestrutura do Gabinete do Governo da Federação Russa.
Desde 22 de novembro de 2012, ele era o chefe da Agência Rodoviária Federal (Rosavtodor). A partir de 1º de outubro de 2018, ele foi vice-ministro dos Transportes da Federação Russa.
Em 11 de outubro de 2018, após a renúncia de Alexander Mikhailov, então governador do Oblast de Kursk, ele foi nomeado governador interino do Oblast.
Em 8 de setembro de 2019, no dia da votação unificada de 2019, ele venceu com um resultado de 81,07% no primeiro turno das eleições para governador do Oblast de Kursk. Seu mandato terminou em 2024.
Em 1995, ele se formou na Universidade Técnica Estatal Báltica D. F. Ustinov, com especialização em “Motores térmicos de pulso”. Em 2008, ele se formou na Academia de Administração Pública do Noroeste com um diploma em Administração Estadual e Municipal.
Em 2012, na Universidade do Ministério de Assuntos Internos da Rússia em Moscou, ele defendeu sua dissertação para o grau de candidato em ciências pedagógicas sobre o tema “Metodologia inovadora para treinamento de atletas no poliatlon de inverno”.
Em 2019, ele se formou no programa para o desenvolvimento da reserva de gerenciamento de pessoal da Escola Superior de Administração Pública (ВШГУ) da RANEPA.
Em 14 de maio de 2024, ele foi nomeado pelo presidente russo Vladimir Putin como Ministro dos Transportes.
Em 7 de julho de 2025, Starovoyt foi demitido pelo presidente russo Vladimir Putin. Poucas horas depois de sua demissão, Starovoyt foi encontrado morto com um tiro em seu carro no Parque Malevich, perto do vilarejo de Razdory, distrito de Odintsovo, Oblast de Moscou. De acordo com agências de notícias russas, Starovoyt pode ter cometido suicídio devido à ameaça de abertura de um processo criminal de fraude em larga escala contra ele depois que Alexei Smirnov, seu sucessor como governador do Oblast de Kursk, que foi demitido em dezembro de 2024 e preso em abril de 2025, supostamente testemunhou contra ele. Há relatos de que Starovoit atirou em si mesmo com uma pistola dada a ele pelo Ministério de Assuntos Internos.